# Navalafuente
Navalafuente ist eine Gemeinde (municipio) mit 1.672 Einwohnern (Stand: 2024) in der Autonomen Gemeinschaft Madrid im Zentrum Spaniens. Zur Gemeinde gehört auch das Neubaugebiet El Chaparral. 

## Lage und Klima
Navalafuente liegt etwa 52 Kilometer nördlich von Madrid in einer Höhe von ca. 910 m.
Das Klima ist im Winter rau, im Sommer dagegen gemäßigt bis warm.

## Bevölkerungsentwicklung
| Jahr      | 1970 | 1981 | 1991 | 2001 | 2011 | 2021 |
| Einwohner | 192  | 384  | 322  | 588  | 1245 | 1573 |

## Sehenswürdigkeiten
- Bartholomäuskirche (Iglesia de San Bartolomé)
- Wasserfall Cascada del Cancho
- Rathaus

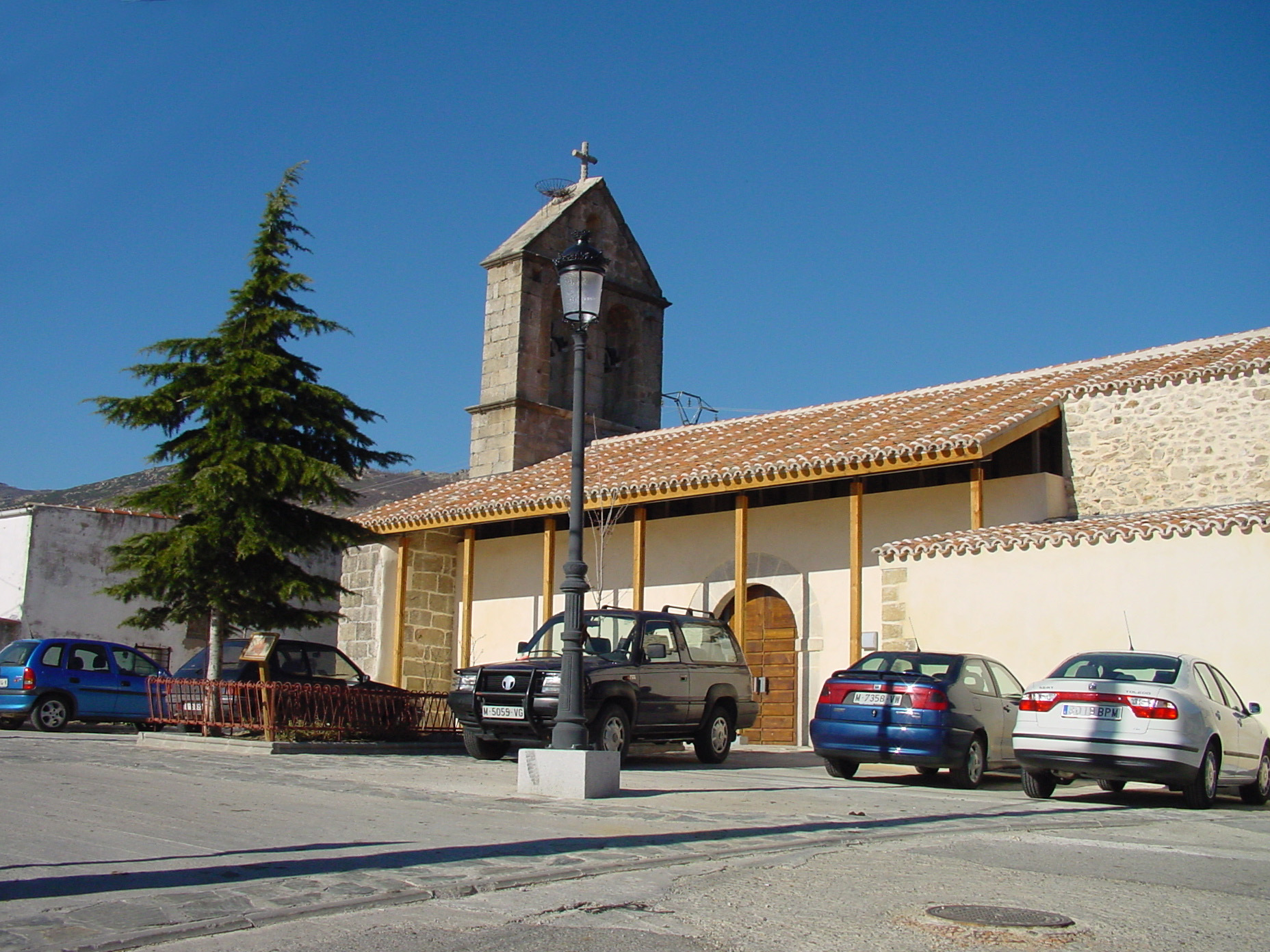
Bartholomäuskirche
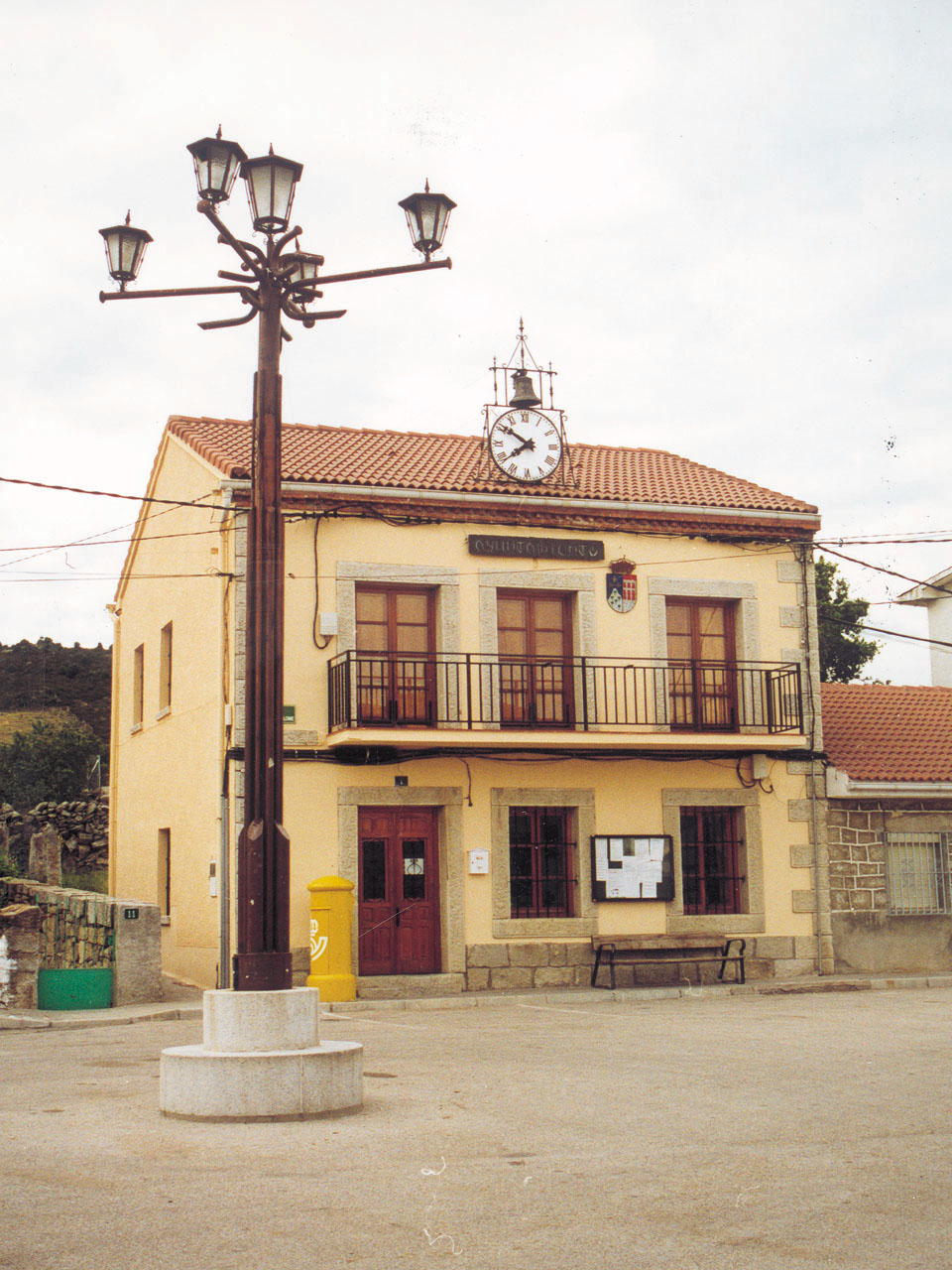
Rathaus